# Чередование ступеней
Чередование ступеней (фин. astevaihtelu, эст. astmevaheldus, англ. gradation, нем. Stufenwechsel) — регулярное чередование согласных на границе предпоследнего и последнего слогов слова как в количественном, так и в качественном отношении. При этом количество в данном контексте означает изменение долготы согласного, а качество замену одного согласного другим.
Чередование ступеней происходит в прибалто-финских языках (кроме вепсского и ливского языков), в саамском и нганасанском языках, как в склонении существительных и прилагательных, так и в спряжении глаголов.
В финском и эстонском чередование включает в себя две ступени (слабую и сильную), а в саамских языках три ступени.
Чередование ступеней происходит при изменении последнего слога слова с открытого (обычно сильная ступень) на закрытый (слабая ступень).

## Финский
В финском языке чередование ступеней ограничено смычными p, t и k. Имеется как количественное, так и качественное чередование ступеней:

### Количественное чередование
При этом типе чередования меняется долгота согласных, причём большей долготой характеризуется сильная ступень. Такая разница часто наблюдается между формами именительного и родительного падежей (последний в финском имеет окончание -n) а также между инфинитивом глагола и 1-м лицом изъявительного наклонения настоящего времени (которое в финском также имеет окончание -n):
| Чередование | Сильная ступень     | Слабая ступень      |
| ----------- | ------------------- | ------------------- |
| pp: p       | kauppa («торговля») | kaupan («торговли») |
| tt: t       | tyttö («девочка»)   | tytön («девочки»)   |
| kk: k       | kukka («цветок»)    | kukan («цветка»)    |

### Качественное чередование
В этом типе чередования ступеней меняется характер согласного, или он полностью выпадает:
| Чередование | Сильная ступень     | Слабая ступень       |
| ----------- | ------------------- | -------------------- |
| p: v        | lupa («разрешение») | luvan («разрешения») |
| t: d        | pöytä («стол»)      | pöydän («стола»)     |
| t: d        | veteen («в воду»)   | veden («воды»)       |
| k: Ø        | ruoka («пища, еда») | ruoan («пищи, еды»)  |

В некоторых группах согласных имеются отклонения, в основном вызванные ассимиляцией, кроме того, k между двумя u или y меняться на v:
| Чередование | Сильная ступень          | Слабая ступень           |
| ----------- | ------------------------ | ------------------------ |
| mp: mm      | hampaan («зуба»)         | hammas («зуб»)           |
| nt: nn      | ranta («берег»)          | rannan («берега»)        |
| lt: ll      | kulta («золото»)         | kullan («золота»)        |
| rt: rr      | virta («течение»)        | virran («течения»)       |
| ht: hd      | lahti («залив»)          | lahden («залива»)        |
| nk: ng      | kenkä («ботинок»)        | kengän («ботинка»)       |
| lke: lje    | sylkeä («плевать»)       | syljen («плюю»)          |
| rke: rje    | kärki («остриё»)         | kärjen («острия»)        |
| hke: hje    | rohkenen («осмеливаюсь») | rohjeta («осмеливаться») |
| uku: uvu    | luku («число»)           | luvun («числа»)          |
| yky: yvy    | kyky («способность»)     | kyvyn («способности»)    |

Чередования ступеней не происходит в случае со следующими группами согласных: pt, kt, tk, sp, st, sk и (по большей части) hk, кроме того, в именах собственных чередование ступеней происходит непоследовательно.

## Ижорский
Чередование ступеней в ижорском:
| чередование | сильная ступень          | слабая ступень                  |
| G : ø       | vaGo «борозда»           | vaoD «бо́розды»                  |
| D : ø       | paDa «горшок»            | paaD «горшки»                   |
| B : v       | siiBi «крыло»            | siiveD «крылья»                 |
| kk : G      | sukka «чулок»            | suGaD «чулки»                   |
| tt : D      | ottaa «брать»            | oDan «беру»                     |
| pp : B      | seppä «кузнец»           | seBäD «кузнецы»                 |
| hk : h      | pehko «куст»             | pehoD «кусты»                   |
| lG : l      | jalGa «нога»             | jalaD «но́ги»                    |
| rG : r      | kurGi «журавль»          | kureD «журавли»                 |
| sk : Z      | iskiä «бить»             | iZen «бью»                      |
| tk : D      | itkiä «плакать»          | iDen «пла́чу»                    |
| ht : h      | lehti «лист»             | leheD «листья»                  |
| lD : ll     | kulDa «золото»           | kullan «золота»                 |
| nD : nn     | kanDo «пень»             | kannon «пня»                    |
| rD : rr     | merDa «корзина»          | merraD «корзины» (И. п. мн. ч.) |
| st : ss     | musta «чёрный»           | mussaD «чёрные»                 |
| lB : lv     | kelBajaa «он гордится»   | kelvoin «я гордился»            |
| mB : mm     | lamBahal «у овцы»        | lammaz «овца»                   |
| rB : rv     | varBahaz «у пальца ноги» | varvaz «палец ноги»             |

## Эстонский
Эстонское чередование ступеней исторически восходит к тому же принципу, что и финское, но развитие эстонского языка привнесло некоторые новшества. Как и в финском, существует качественное и количественное чередование, но последнее можно разделить на очевидное и неочевидное. Ещё одним отличием от финского является то, что в эстонском чередование ступеней не ограничивается взрывным и, но охватывает практически все согласные.
В эстонском имеются три ступени количественного чередования, из которых только две могут находиться в формах одного слова. Разница между долгой и сверхдолгой ступенью, как правило, не отображается на письме (отсюда термины «очевидное чередование» и «неочевидное чередование»), но, конечно, слышна в речи.
Все три ступени отражаются на письме только у взрывных p, t и k: pp является сверхдолгой ступенью p, p нормальной ступенью p, а b слабой ступенью p. В последующих таблицах сверхдолгие слоги обозначаются значком `, как в некоторых учебниках эстонского.

### Количественное чередование (очевидное)
| сильн.:слаб. | сильн. (III ступень)            | слаб. (II ступень)            |
| pp: p        | se`ppa (кузнеца, парт.)         | sepa (кузнеца, род.)          |
| p: b         | kau`pa (товара, покупки, парт.) | kauba (товара, покупки, род.) |
| tt: t        | mõ`tte (мысли, род.)            | mõte (мысль)                  |
| t: d         | tea`te (сообщения, род.)        | teade (сообщение)             |
| kk: k        | ku`kkuma (падать)               | kukun (я падаю)               |
| k: g         | au`ku (дыры, парт.)             | augu (дыры, род.)             |
| ss: s        | poi`ssi (мальчика, парт.)       | poisi (мальчика, род.)        |
| ff: f        | še`ffi (шефа, парт.)            | šefi (шефа, род.)             |
| šš:š         | tu`šši (туши, парт.)            | tuši (туши, род.)             |
| tr: dr       | pu`tru (каши, парт.)            | pudru (каши, род.)            |
| rk: rg       | tar`ka (хитрого, парт.)         | targa (хитрого, род.)         |

### Количественное чередование (неочевидное)
| сильн.:слаб. | сильн. (III ступень)   | слаб. (II ступень)    |
| hh: hh       | tse`hhi (цеха, парт.)  | tsehhi (цеха, род.)   |
| ll: ll       | ke`lla (часа, парт.)   | kella (часа, род.)    |
| mm: mm       | nõ`mme (луга, парт.)   | nõmme (луга, род.)    |
| nn: nn       | li`nna (города, парт.) | linna (города, род.)  |
| rr: rr       | na`rri (дурака, парт.) | narri (дурака, род.)  |
| ss: ss       | ka`ssi (кошки, парт.)  | kassi (кошки, род.)   |
| ts: ts       | me`tsa (леса, парт.)   | metsa (леса, род.)    |
| lm: lm       | si`lma (глаза, парт.)  | silma (глаза, род.)   |
| aa: aa       | s`aar (острова, N)     | saare (острова, род.) |
| au: au       | l`aulu (песни, парт.)  | laulu (песни, род.)   |

### Качественное чередование
| сильн.:слаб. | сильн.                  | слаб.               |
| b:ø          | tuba (комната)          | toa (комнаты, род.) |
| b: v         | l`eiba (хлеба, парт.)   | leiva (хлеба, род.) |
| mb: mm       | ha`mbas (в зубе)        | hammas (зуб)        |
| d:ø          | kadu (потеря)           | k`ao (потери, род.) |
| d: j         | sadama (идти (о дожде)) | sajab (идёт дождь)  |
| ld: ll       | mu`lda (земли, парт.)   | mulla (земли, род.) |
| ht: h        | le`hte (листа, парт.)   | lehe (листа, род.)  |
| g: ø         | sugu (род)              | soo (рода, род.)    |
| hk: h        | õ`hku (воздуха, парт.)  | õhu (воздуха, род.) |
| sk: s        | u`skuma (думать)        | usun (я думаю)      |

## Водский
Чередование ступеней в водском отличается наибольшим богатством среди всех прибалтийско-финских языков. Исторически в закрытом слоге выступала слабая ступень, а в открытом — сильная.
| чередование | сильная ступень           | слабая ступень            |
| tts : ts    | e̮ttsa «конец»             | e̮tsaa «конца»             |
| ttš : ďď    | väittšiä «звать»          | väďďi «зови»              |
| sk : zz     | лaske̮a «пускать»          | лazze̮n «пускаю»           |
| tk : dg     | itke̮a «плакать»           | idge̮n «пла́чу»             |
| t : ø       | site̮e̮ «повязки» (генитив) | sie̮ «повязка»             |
| t : ďď      | riite̮лe̮n «ссорюсь»        | riďďe̮ллa «ссориться»      |
| tš : ď      | лutši «он читал»          | лuďin «я читал»           |
| ht : h      | lehto «лист»              | lehoo «листа»             |
| htš : zg    | kahtši «берёза»           | kazge̮e̮ «берёзы» (генитив) |

## Саамские
В саамских языках чередование ступеней довольно сложно, ниже приведено лишь несколько примеров:
- bb > pp: oabbá («сестра») > oappá (родительный-винительный)
- dd > tt: loddi («птица») > lotti (родительный-винительный)
- hk > g: johka («река») > joga (родительный-винительный)
- hc > z: čeahci («дядя») > čeazi (родительный-винительный)
- pm > m: sápmi («страна саамов») > sámi (родительный-винительный)
- tn > n: latnja («комната») > lanja (родительный-винительный)

В некоторых группах согласных слабая ступень не короче, а длиннее:
- ld > ldd: šaldi («мост») > šalddi (родительный-винительный)
- rf > rff: márfi («колбаса») > márffi (родительный-винительный)

Чередование ступеней иногда сопровождается чередованием в вокализме (монофтонгизацией):
- oa > o и ht > đ: goahti («вежа») > gođiin («в веже»)

## Нганасанский
В нганасанском чередование ступеней имеется в сочетаниях с фонемами h, t, k, s и ś а также сочетаниях nh [ŋh], nt, nk [ŋk], ns и ńś. В первую очередь оно определяется порядком слогов (чётные / нечётные) (ритмическое чередование) а во вторую очередь качеством слогов (открытые / закрытые) (слоговое чередование). Оба чередования ступеней осуществляются последовательно, но не в одном и том же слоге. В чётных и открытых слогах выступает сильная ступень.
Примеры:
| чередование | пример                                  | значение               |
| ----------- | --------------------------------------- | ---------------------- |
|             | И. ед. > Р. ед, В. ед., И. мн. > Р. мн. |                        |
| h > b       | bahi > babi (babi-«) > babi-»           | 'дикий северный олень' |
| t > δ       | ŋuta > ŋuδa (ŋuδa-«) > ŋuδa-»           | 'ягода'                |
| k > g       | məku > məgu (məgu-«) > məga-»           | 'спина'                |
| s > dj      | basa > badja (badja-«) > badja-»        | 'железо'               |
| ŋh > mb     | koŋhu > kombu (kombu-«) > komba-»       | 'волна'                |
| nt > nd     | djintə > djində (djində-«) > djindjü-»  | 'лук'                  |
| ŋk > ŋg     | bəŋkə > bəŋgə (bəŋgə-«) > bəŋgü-»       | 'землянка'             |
| ns > njdj   | bənsə > bənjdjə (bənjdjə-«) > bənjdji-» | 'все'                  |